# Johann Gottlieb Friedrich von Bohnenberger
Johann Gottlieb Friedrich von Bohnenberger (15 giugno 1765 – 19 aprile 1831) è stato un fisico e matematico tedesco.
Fisico e matematico tedesco, si occupò di elettricità, di pendoli e di obiettivi acromatici. Studiò l'ebollizione e il congelamento dell'acqua in funzione della pressione. Propose, oltre a un elettroscopio, un apparecchio per studiare i moti giroscopici.